# Акопов Єгіше Семенович
Єгіше Семенович Акопов (1902 — ?) — карабаський радянський діяч, голова Нагірно-Карабаського облвиконкому. Депутат Верховної ради Азербайджанської РСР 2-го скликання. Депутат Верховної ради СРСР 2—3-го скликань.

## Життєпис
У ранньому дитинстві втратив батька. Закінчив школу в місті Баку.
Служив добровольцем у Червоній армії, учасник громадянської війни. Після демобілізації працював в органах робітничо-селянської інспекції Азербайджанської РСР.
З початку 1922 року — моряк на Каспійській військовій флотилії РСЧФ.
До 1926 року — в органах ЧК-ДПУ при РНК Азербайджанської РСР. Член ВКП(б).
З 1926 року — на відповідальній роботі в Народному комісаріаті фінансів Азербайджанської РСР.
Закінчив Фінансову академію в Москві.
У 1938—1945 роках — заступник народного комісара фінансів Азербайджанської РСР.
У 1945—1951 роках — голова виконавчого комітету Нагірно-Карабаської обласної ради депутатів трудящих.
Подальша доля невідома. 

## Нагороди
- орден Леніна
- орден Трудового Червоного Прапора
- орден «Знак Пошани»
- медаль «За оборону Кавказу»
- медаль «За доблесну працю у Великій Вітчизняній війні 1941—1945 рр.»
- медалі